# Liga Mistrzyń UEFA (2018/2019)
Liga Mistrzów UEFA Kobiet w sezonie 2018/19 – osiemnasta edycja najważniejszych w hierarchii i pod względem prestiżu międzynarodowych, kobiecych klubowych rozgrywek piłkarskich federacji zrzeszonych w UEFA. Jest to jednocześnie dziesiąta edycja rozgrywania rozgrywek pod szyldem UEFA Women's Champions League (Liga Mistrzów UEFA Kobiet). Do udziału w nich przystąpiła liczba 60 drużyn z 48 federacji.
Prawo udziału w rozgrywkach otrzymali wszyscy zwycięzcy zmagań ligowych poszczególnych federacji oraz 8 drużyn z drugich miejsc w ośmiu najwyżej notowanych ligach (niemieckiej, szwedzkiej, francuskiej, rosyjskiej, angielskiej, duńskiej, włoskiej i austriackiej). Zwycięzcy 14 najsilniejszych lig europejskich oraz wszystkie 8 ekip z drugich miejsc w najsilniejszych ligach zostali automatycznie przydzieleni do 1/16 finału. Faza kwalifikacyjna miała miejsce od 7 do 13 sierpnia 2018 roku. 1/16 finału została rozegrana w dniach 12-13 września 2018 roku 9pierwsze mecze) i 26 oraz 27 października (rewanże), 1/8 finału 17-18 października i 31 października oraz 1 listopada (rewanże), ćwierćfinały 20-21 marca 2019 roku (pierwsze mecze) i 27-28 marca (rewanże), półfinały 20-21 kwietnia 2019 roku (pierwsze mecze) i 27-28 kwietnia (rewanże), a finał rozegrany został 18 maja na stadionie Groupama Aréna w Budapeszcie.

## Faza pucharowa
16 drużyn rozpoczyna zmagania od fazy pucharowej, grono to uzupełnia 16 drużyn z rundy wstępnej.

### 1/16 finału
| Drużyna 1                            | Wynik dwumeczu | Drużyna 2         | Pierwszy mecz | Drugi mecz |
| ------------------------------------ | -------------- | ----------------- | ------------- | ---------- |
| Ajax                                 | 2:0            | Sparta Praga      | 2:1           | 4:1        |
| Avaldsnes                            | 0:2            | Lyon              | 0:5           | 0:7        |
| Þór/KA                               | 0:1            | VfL Wolfsburg     | 0:2           | 0:3        |
| Atletico Madryt                      | 1:1            | Manchester City   | 2:0           | 3:1        |
| SFK 2000 Sarajewo                    | 0:5            | Chelsea           | 0:6           | 0:11       |
| Fiorentina                           | 2:0            | Fortuna Hjørring  | 2:0           | 4:0        |
| Żytłobud-1 Charków                   | 1:6            | Linköpings FC     | 0:4           | 1:10       |
| SKN St. Pölten                       | 1:4            | PSG               | 0:2           | 1:6        |
| Riazań-WDW Riazań                    | 0:1            | FC Rosengård      | 0:2           | 0:3        |
| Gintra Universitetas                 | 0:3            | Slavia Praha      | 0:4           | 0:7        |
| FC Honka                             | 0:1            | FC Zürich         | 1:5           | 1:6        |
| ŽFK Spartak Subotica                 | 0:7            | Bayern Monachium  | 0:4           | 0:11       |
| BIIK Kazygurt                        | 3:1            | FC Barcelona      | 0:3           | 3:4        |
| Barcelona FA                         | 0:2            | Glasgow City F.C. | 1:0           | 1:2        |
| LSK Kvinner FK                       | 3:0            | Zwiezda Perm      | 1:0           | 4:0        |
| Juventus                             | 2:2            | Brøndby IF        | 0:1           | 2:3        |
| Po lewej gospodarz pierwszego meczu. |                |                   |               |            |

### 1/8 finału
| Drużyna 1                            | Wynik dwumeczu | Drużyna 2         | Pierwszy mecz | Drugi mecz |
| ------------------------------------ | -------------- | ----------------- | ------------- | ---------- |
| Ajax                                 | 0:4            | Lyon              | 0:9           | 0:13       |
| VfL Wolfsburg                        | 4:0            | Atletico Madryt   | 6:0           | 10:0       |
| Chelsea                              | 1:0            | Fiorentina        | 6:0           | 7:0        |
| Linköpings FC                        | 0:2            | PSG               | 2:3           | 2:5        |
| FC Rosengård                         | 2:3            | Slavia Praha      | 0:0           | 2:3        |
| FC Zürich                            | 0:2            | Bayern Monachium  | 0:3           | 0:5        |
| FC Barcelona                         | 5:0            | Glasgow City F.C. | 3:0           | 8:0        |
| LSK Kvinner FK                       | 1:1            | Brøndby IF        | 2:0           | 3:1        |
| Po lewej gospodarz pierwszego meczu. |                |                   |               |            |

### 1/4 finału
| Drużyna 1                            | Wynik dwumeczu | Drużyna 2        | Pierwszy mecz | Drugi mecz |
| ------------------------------------ | -------------- | ---------------- | ------------- | ---------- |
| Lyon                                 | 2:1            | VfL Wolfsburg    | 4:2           | 6:3        |
| Chelsea                              | 2:0            | PSG              | 1:2           | 3:2        |
| Slavia Praha                         | 1:1            | Bayern Monachium | 1:5           | 2:6        |
| FC Barcelona                         | 3:0            | LSK Kvinner FK   | 1:0           | 4:0        |
| Po lewej gospodarz pierwszego meczu. |                |                  |               |            |

### 1/2 finału
| Drużyna 1                            | Wynik dwumeczu | Drużyna 2    | Pierwszy mecz | Drugi mecz |
| ------------------------------------ | -------------- | ------------ | ------------- | ---------- |
| Lyon                                 | 4:3            | Chelsea      | 1:1           | 3:2        |
| Bayern Monachium                     | 0:1            | FC Barcelona | 0:1           | 0:2        |
| Po lewej gospodarz pierwszego meczu. |                |              |               |            |

## Finał
Finał rozgrywek odbył się 18 maja 2019  roku na Groupama Aréna w Budapeszcie.
| 18 maja 2019 18:00 CET | Lyon · Marozsán 5' · Hegerberg 14' 19' 30' | 4:1(4:0)Raport | FC Barcelona · 89' Oshoala | Groupama Aréna, Budapeszt Widzów: 19487 Sędzia: Anastasia Pustovoitova |
|                        |                                            |                |                            |                                                                        |